# Grantia cirrata
Grantia cirrata är en svampdjursart. Grantia cirrata ingår i släktet Grantia och familjen Grantiidae. Inga underarter finns listade i Catalogue of Life.